# 조르즈 카를루스 폰세카
조르즈 카를루스 드 알메이다 폰세카(포르투갈어: Jorge Carlos de Almeida Fonseca, 문화어: 죠르쥬 까를로스 폰쎄까, 1950년 10월 20일 ~)는 카보베르데의 정치인이자 변호사로 2011년 9월 9일에 대통령으로 취임하였다. 2016년 대통령 선거에 재선을 성공하였다.

## 당선
2011년 대통령이 되었다.